# Principal (Ecuador)

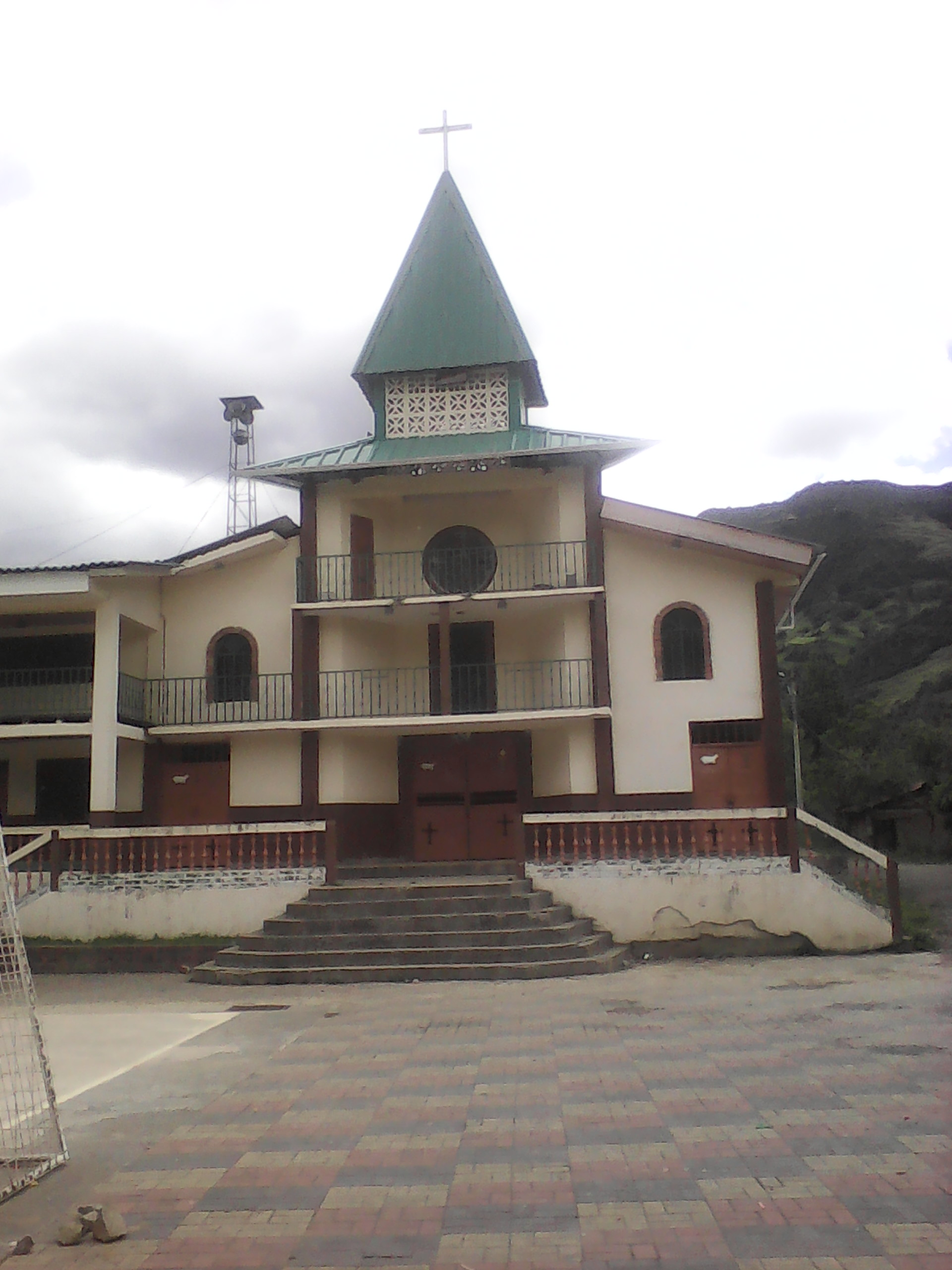
Iglesia de la parroquia Principal del cantón Chordeleg, Azuay, Ecuador

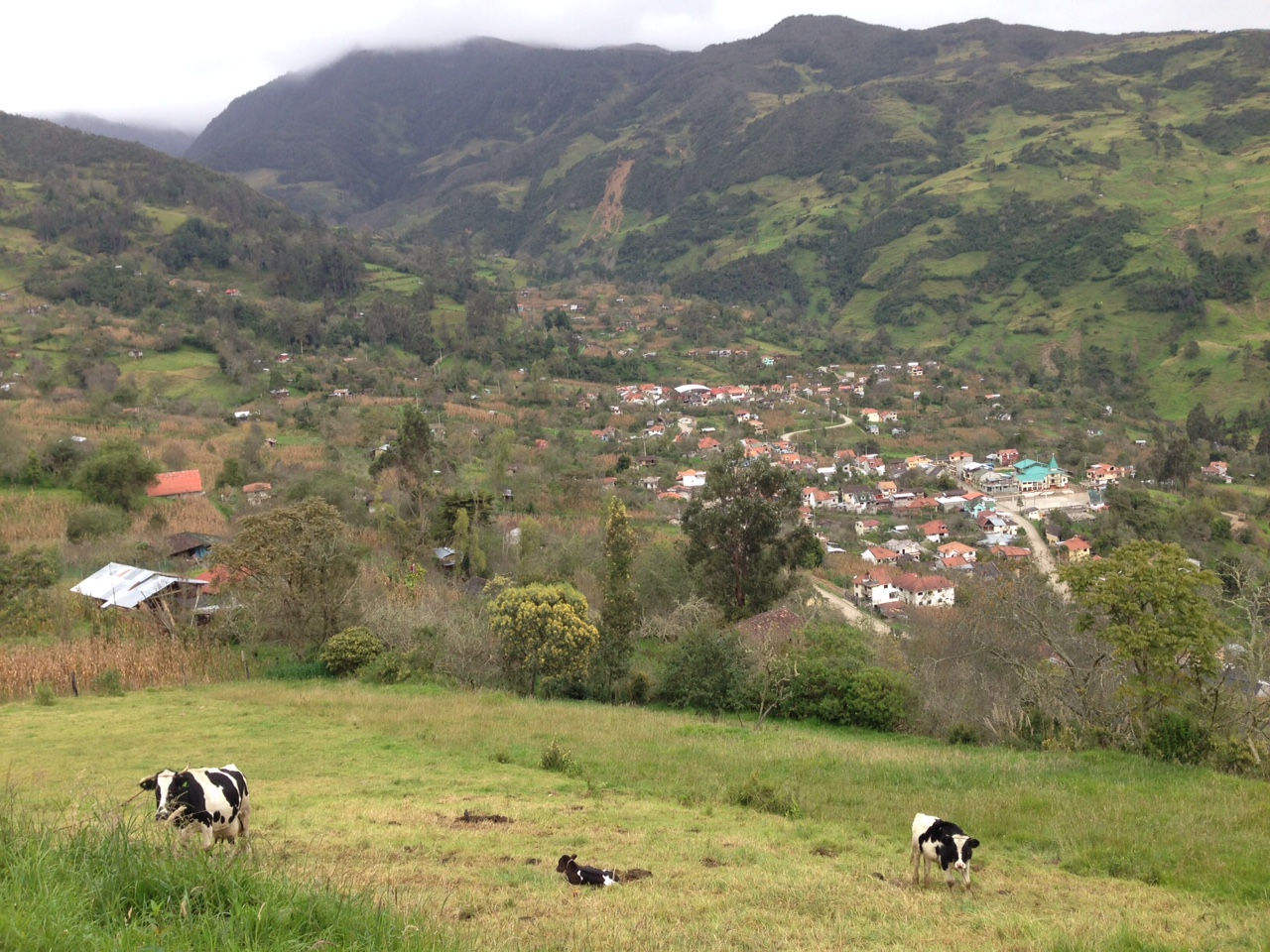
Principal visto desde las colinas del noreste

Principal es una localidad y parroquia rural en el Cantón Chordeleg, Provincia de Azuay, Ecuador. La parroquia tiene una superficie de 30,10 km² y según el censo ecuatoriano de 2001 tenía una población total de 1.331 habitantes. Se encuentra a 18 km al sur de Chordeleg, y a 65 km de la ciudad de Cuenca.
Fue fundada como parroquia mediante decreto Ejecutivo el 12 de junio de 1953, bajo la presidencia de José María Velasco Ibarra.
Es gobernado por una autoridad local denominada "Gobierno Autónimo Descentralizado" o GAD que supervisa los asuntos públicos, el Centro de información y el cibercafé. Principal está a 2791 metros sobre el nivel del mar en la Cordillera de los Andes conocida en Ecuador como la Sierra. El Volcán Fasayña es una enorme roca sobre la que descansa el pueblo, debajo de la cual, según la tradición, es donde se originó el pueblo Cañari. La ciudad es conocida por sus tradicionales sombreros de paja toquilla, productos artesanales y manzanas orgánicas locales. Los sombreros de Panamá son, según los indígenas locales, parte de la vestimenta indígena local y la práctica de tejerlos ha sido transmitida de generación en generación por las mujeres de la población.
El clima de Principal no cambia mucho de una estación a otra ya que se encuentra muy cerca del ecuador; la temperatura promedio es de 15,3 grados. Cuenca, la tercera ciudad más grande de Ecuador, está a solo dos horas en autobús.

## Ubicación
La Parroquia Principal está ubicada en el este de la provincia de Azuay en el flanco oeste de la Cordillera Real.  Se ubica en la margen derecha del Río Zhio, afluente del Río Santa Bárbara.  En el este, el área administrativa se extiende hasta la cresta principal de la Cordillera Real con altitudes de alrededor de 3900 m s. n. m.  El poblado de Principal está ubicado a una altitud de 2600 m s. n. m., a casi 12 km al sur-sureste de la capital del cantón Chordeleg.
La Parroquia Principal limita al norte con la Parroquia Delegsol, al este con la Parroquia General Leonidas Plaza Gutiérrez (Cantón de Limón Indanza, Provincia de Morona Santiago), al sur sobre la Parroquia Sígsig y por el suroeste y por el oeste hasta la Parroquia Güel (estas dos últimas están en el Cantón de Sígsig).

## Ecología
La parte este del área administrativa se encuentra dentro del área protegida Bosque Protector Moya Molón.

## Cultura y turismo

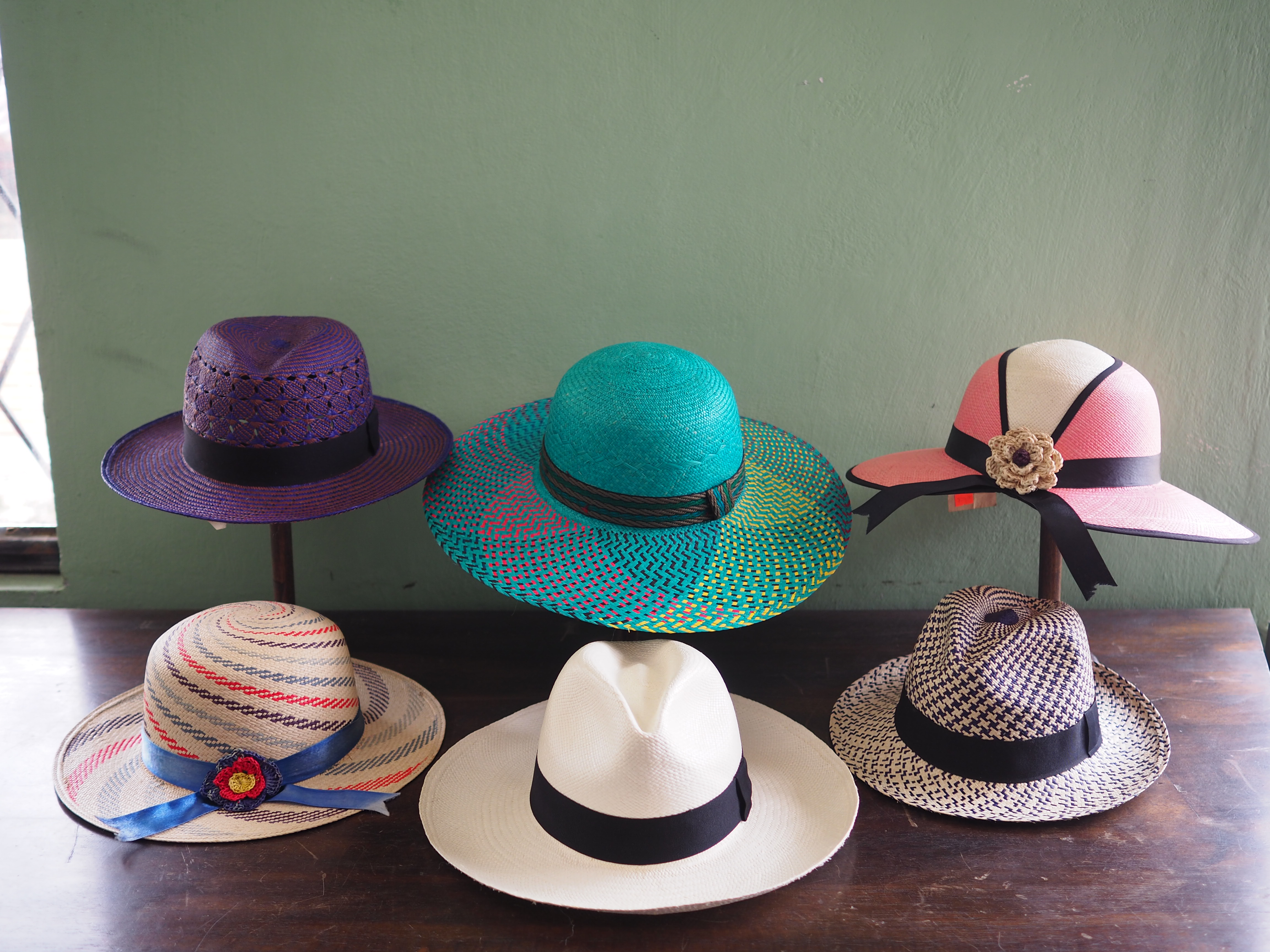
Sombreros de Panamá originales tejidos localmente

Principal es conocida por su entorno natural apartado y sus productos artesanales.
Hay una serie de caminatas y visitas guiadas a sitios naturales, incluida La Cabaña, El Infiernillo, El Chorro, La Cruz de Misión, La Burra Playa, y Las Tres Lagunas. Hay un río que corre por el valle de Principal llamado Río Samba Rancho, con trucha local.
Casi todas las frutas, verduras y ganado son orgánicos, de lo que la población local se enorgullece. También producen y envasan su propia mermelada hecha de una variedad de frutas que se vende en los supermercados de los pueblos y ciudades cercanas, incluida Cuenca.
Cada año en el mes de abril el pueblo acoge el "Festival de las Manzanas" para exhibir la fruta de la temporada anterior. El evento cuenta con diversos platos elaborados a base de manzanas y festejos en el centro del pueblo en la "Cancha".

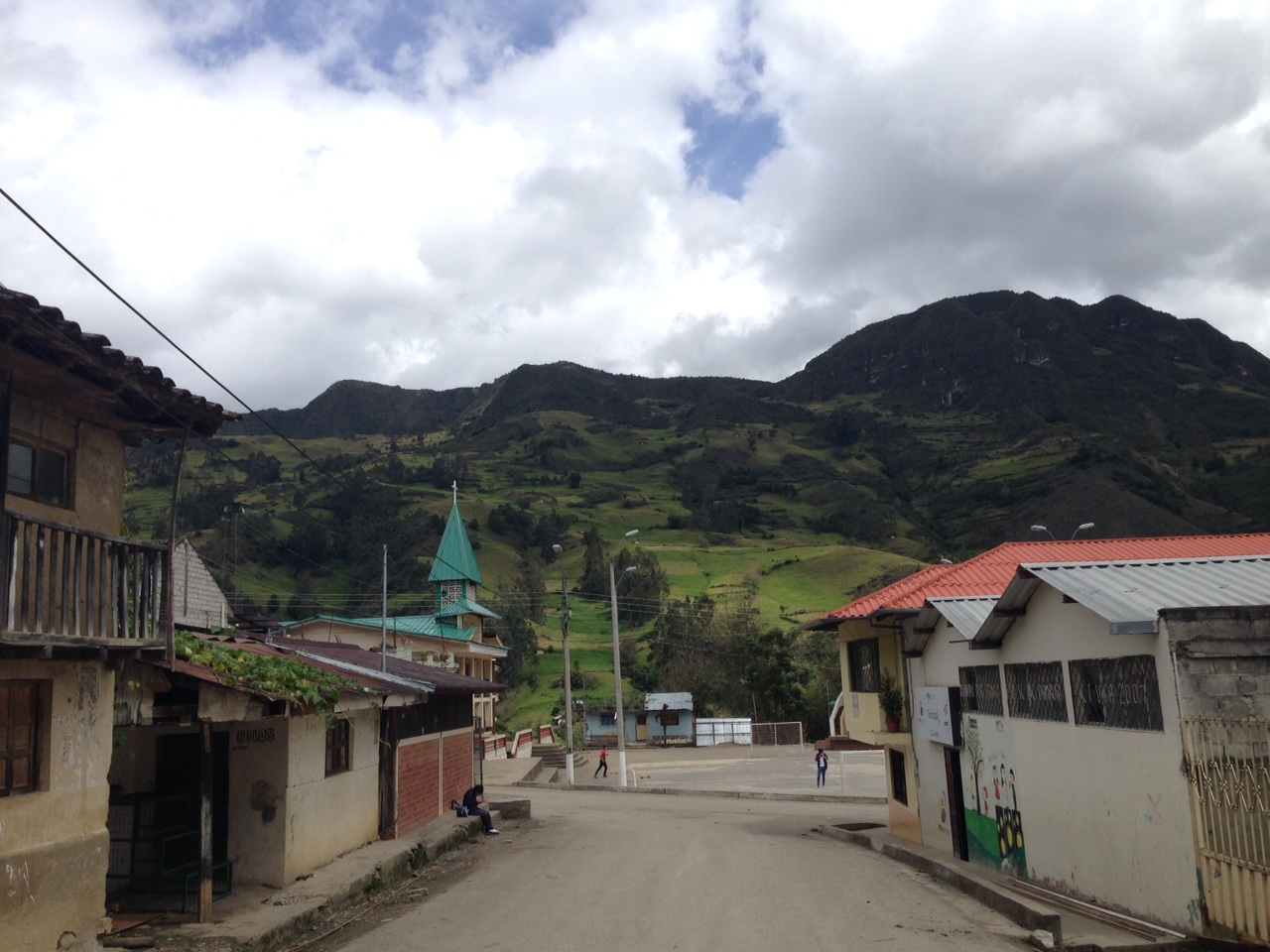
Vista del centro de Principal y las colinas del sudoeste.

Las mujeres de Principal son frecuentemente vistas con su traje tradicional indígena tejiendo sombreros mientras caminan por la calle y hacen sus vidas. El "Cuy", es un manjar local en todo el Ecuador y se sirve en ocasiones especiales en Principal.
Hay varios grupos de artesanos diferentes en Principal que tejen sus productos y los venden en una tienda local, así como en una tienda de comercio justo en Cuenca.